# Cleitamia cyclops
Cleitamia cyclops är en tvåvingeart som beskrevs av Malloch 1939. Cleitamia cyclops ingår i släktet Cleitamia och familjen bredmunsflugor. Inga underarter finns listade i Catalogue of Life.